# Daniela Castelo
Daniela Castelo (Buenos Aires; 8 de octubre de 1963- Ibídem; 2 de febrero de 2011) fue una periodista, psicóloga y productora argentina, hija mayor del periodista y conductor Adolfo Castelo (1935-2004).
Cursó la escuela secundaria en el Liceo Nacional Nº 9 (en la ciudad de Buenos Aires).
Se recibió de licenciada en Psicología en la Universidad de Buenos Aires.
En 1987 empezó a trabajar como productora del La noticia rebelde, histórico programa humorístico que dirigía su padre. En 1991 firmó contrato con canal América como productora del programa Crema americana, ciclo conducido por Juan Castro, Pato Galván y Ari Paluch.
Trabajó por primera vez en la radio con su padre Adolfo Castelo, en el programa Uno por semana (en radio Continental).
En abril de 2008, con la colaboración de su hermana, la periodista Carla Castelo (1971-), y el periodista Jorge Bernárdez condujo No se lo digas a nadie, un programa de análisis de medios por Radio Nacional, los lunes desde las 0:30 hasta las 2:00.
Desde julio de 2010 dirigió el programa Prófugos de la noticia, en Nacional Rock FM 93.7 (radio dirigida por su esposo, el periodista Horacio Marmurek, oriundo de Trelew), de lunes a viernes de 17:00 a 19:00 h.
En noviembre de 2010 entregó para publicación una biografía de su padre, escrita a medias con su hermana Carla y que fue presentada en la siguiente Feria del Libro de la Ciudad de Buenos Aires.
Al anochecer del 2 de febrero de 2011, Daniela Castelo sufrió un aneurisma cerebral, y fue ingresada de urgencia en la clínica Bazterrica de la ciudad de Buenos Aires, donde le sobrevino un paro cardíaco.
La directora de Radio Nacional fue la encargada de dar la noticia a los medios:

Es una verdadera tragedia para el periodismo argentino, que perdió a una de las periodistas jóvenes más talentosas y mejor formadas. Fue una digna hija del Adolfo Castelo. Radio Nacional y los medios pierden una periodista y una compañera sensacional.
María Seoane en entrevista con agencia Télam.

La titular de las Madres de Plaza de Mayo le escribió una carta:

Querida Daniela:
Siempre me sorprendiste con tu inteligencia, con tu creatividad, tus entrevistas únicas con preguntas increíbles, y hoy me sorprendiste con tu muerte. ¿Por qué no me avisaste? ¿No te acordaste de que debíamos cenar juntas? Si hubiéramos podido hablar de ella, esta insolente muerte, seguro nos hubiéramos reído como alguna vez lo hicimos cuando yo te hablé de la mía. Nos queda pendiente el programa en la 530 La Voz de las Madres, y la cena. Como sos tan inesperada, seguro te escucharé en la Radio Nacional y, como lo decís en el programa, cuando te pregunte por ella me dirás: «No se lo digas a nadie» y yo cumpliré la promesa y te seguiré esperando eternamente en mi corazón.
Hebe de Bonafini